# GH Близнецов
GH Близнецов (лат. GH Geminorum) — двойная катаклизмическая симбиотическая переменная звезда типа Z Андромеды (ZAND:) в созвездии Близнецов на расстоянии приблизительно 3 308 световых лет (около 1 014 парсек) от Солнца. Видимая звёздная величина звезды — от +14,6m до +12,4m.
Открыта Куно Хофмейстером в 1944 году*.

## Характеристики
Первый компонент — белый карлик.
Второй компонент — оранжевый гигант спектрального класса K3III*, или F2:. Радиус — около 3,43 солнечных, светимость — около 6,239 солнечных. Эффективная температура — около 3833 К.